# Holcolaetis albobarbata
Holcolaetis albobarbata là một loài nhện trong họ Salticidae.
Loài này thuộc chi Holcolaetis. Holcolaetis albobarbata được Eugène Simon miêu tả năm 1910.